# Leona Florentino
Pour les articles homonymes, voir Léona.
Leona Florentino (née Leona Josefa Florentino ; 19 avril 1849 - 4 octobre 1884) est une poétesse philippine de langue espagnole et ilocano. Elle est considérée comme la « mère de la littérature philippine féminine » et le « pont entre la tradition orale et l'écrit ».

## Biographie
Née dans une famille riche de Vigan, dans la province d'Ilocos Sur, Leona Florentino commence à écrire ses premiers poèmes à un très jeune âge. Malgré son potentiel, elle n'est pas autorisée à entrer à l'université à cause de son sexe et est instruite par sa mère et des professeurs privés. Un de ses professeurs lui apprend l'espagnol et l'encourage à développer sa poésie
Elle est mariée à un politicien nommé Elias de los Reyes à l'âge de 14 ans. Ils ont cinq enfants ensemble, leur fils Isabelo de los Reyes, deviendra un écrivain, activiste et sénateur philippin. En raison du côté très féministe de ses écrits, Florentino est bannie par son mari et ses fils ; elle vit alors loin d'eux, en exil. Elle meurt à l'âge de 35 ans, le 4 octobre 1884.

## Écrits
Ses écrits poétiques en espagnol mais surtout ceux en ilocano sont très prisés à l'international, en Espagne, à Paris et à Saint-Louis dans le Missouri. Ses contributions littéraires - dont 22 poèmes - sont inscrites dans l'Encyclopedia Internationale des Œuvres des Femmes en 1889. Elle est la première Philippine à recevoir cette distinction, un hommage reçu quelques années après son décès.